# A noi vivi
A noi vivi (titolo originale For Us, the Living) è un romanzo di fantascienza utopica scritto originariamente da Robert A. Heinlein tra il 1938 ed il 1939, pubblicato postumo negli Stati Uniti nel 2004 (in italiano nel 2005). Racconta la storia di un uomo morto nel 1939 che si risveglia nel 2086 in un altro corpo.
Si tratta del primo romanzo di Heinlein e una delle sue prime produzioni in assoluto, ma non fu mai pubblicato durante la sua vita, poiché giudicato inadatto e come tale respinto per due volte da diversi editori. Considerato perduto, verso la fine del 2002 ne fu fortunosamente recuperata una copia da Robert James, membro della Heinlein Society, e quindi pubblicato.

## Trama
Dopo un incidente automobilistico mortale, avvenuto nel 1939, il giovane tenente di marina Perry Nelson si risveglia in un corpo che non è il suo, in un'epoca altrettanto estranea. Si ritrova infatti nel 2086, completamente all'oscuro di tutto quello che è avvenuto in quel secolo e mezzo, modificando radicalmente non solo la società, ma anche i modelli di comportamento delle persone. Grazie al supporto di Diana, la ragazza che lo ha fortunosamente trovato evitandogli una nuova morte, Perry ha l'opportunità di familiarizzare gradualmente con un futuro sconcertante, in cui il susseguirsi di passaggi storici piuttosto traumatici ha avuto come conseguenza una serie di cambiamenti sociali e politici radicali per gli Stati Uniti d'America, garantendo il raggiungimento di un livello di libertà individuale finora mai sperimentata dal genere umano, libertà a cui si accompagna un'altrettanto estrema tutela della privacy dell'individuo. Questo grazie anche ad uno sviluppo tecnologico che ha liberato l'uomo da molte delle sue preoccupazioni, ed all'affermazione di un modello economico che, dopo aver ristretto drasticamente l'influenza delle banche private, può garantire a tutti un reddito minimo, rendendo il lavoro un'opzione volontaria, ed estendendo i diritti sociali alla salute e all'istruzione. Parallelamente, la morale comune si è profondamente modificata, abbandonando i dettami religiosi e tutto quello che ne derivava sul piano sociale e politico, rendendo di conseguenza i comportamenti privati liberi da ogni costrizione, svincolando le persone da tutta una serie di obblighi non più necessari. E sarà proprio questo aspetto a mettere nei guai il povero Perry, che dopo aver stretto una relazione molto intensa con la sua anfitriona, mostrerà di non saper controllare la propria gelosia, un comportamento giudicato profondamente patologico per i costumi dell'epoca. Si ritroverà quindi sottoposto ad un trattamento di rieducazione psichiatrica per eliminare gli istinti atavici di cui non sembra in grado di liberarsi spontaneamente. Grazie all'aiuto di Olga, una psicoterapeuta che si prende a cuore il suo caso, riuscirà a rimettere in discussione tutto il castello di convinzioni e valori di uomo del ventesimo secolo che ne condizionavano il modo di pensare, compresi i più radicati e profondi, come il senso di possesso e la gelosia. Si troverà così completamente guarito e pronto a dare il suo contributo alla società di cui ora fa parte a pieno titolo, per diventare il primo uomo a raggiungere la luna.

## Personaggi
Perry Vance NelsonGiovane ufficiale di marina proiettato nel futuro grazie ad un incredibile incidente, dovrà rivedere radicalmente molto delle sue convinzioni per riadattarsi ad una situazione sociale molto cambiata, cosa che gli riuscirà inizialmente abbastanza difficile.
Diana(160-398-400-48A). Ragazza dotata di uno spirito intraprendente ed altruista, troverà naturale aiutare Perry, sviluppando un profondo affetto. Il suo carattere verrà però messo a dura prova dagli istinti del suo nuovo compagno.
OlgaNeuropsichiatra e psicoterapeuta che si occupa di Perry nell'occasione della sua rieducazione, stabilendo un legame molto intimo tra i due.

## Contenuti e temi
Il libro di Heinlein rientra nella tradizione del "sognatore che si risveglia in una pseudo-utopia", tema reso popolare dal romanzo Guardando indietro, 2000-1887 di Edward Bellamy del 1888 (benché avesse precedenti nei romanzi filosofici a partire dal Settecento).
Come spiegato nell'introduzione dallo scrittore Spider Robinson, il romanzo mostra chiaramente la sua natura di manifesto delle originali idee politiche, sociali ed economiche dell'autore, che all'epoca della stesura era fresco reduce da una poco fortunata avventura politica a sostegno delle tesi di Upton Sinclair e del suo programma EPIC; l'ambientazione futuristica rimane quindi poco più di uno sfondo appena abbozzato, un semplice artificio per mascherare l'essenza di trattato su quello che Heinlein considerava un'utopia possibile (a suo vedere la migliore possibile) per il futuro genere umano, e anche la storia ed i caratteri dei personaggi ne risultano chiaramente sacrificati.
D'altra parte, nel libro si possono ritrovare molti temi e idee che l'autore avrebbe poi sviluppato nelle sue opere più famose, rendendo l'opera un vero e proprio modello embrionale (il "DNA di RAH") da cui poi il grande scrittore di fantascienza avrebbe successivamente recuperato quasi tutto, soprattutto nella sua produzione più tarda, in cui poté permettersi di parlare di argomenti che nella cosiddetta epoca d'oro della fantascienza gli avrebbero precluso ogni possibilità di pubblicazione, come effettivamente avvenne.

## Edizione italiana
- Robert Anson Heinlein, A noi vivi, collana Urania, traduzione di Silvia Castoldi, n. 1505, Arnoldo Mondadori Editore, 2005, ISSN 1120-5288 (WC · ACNP).